# 旗美褒忠義民廟

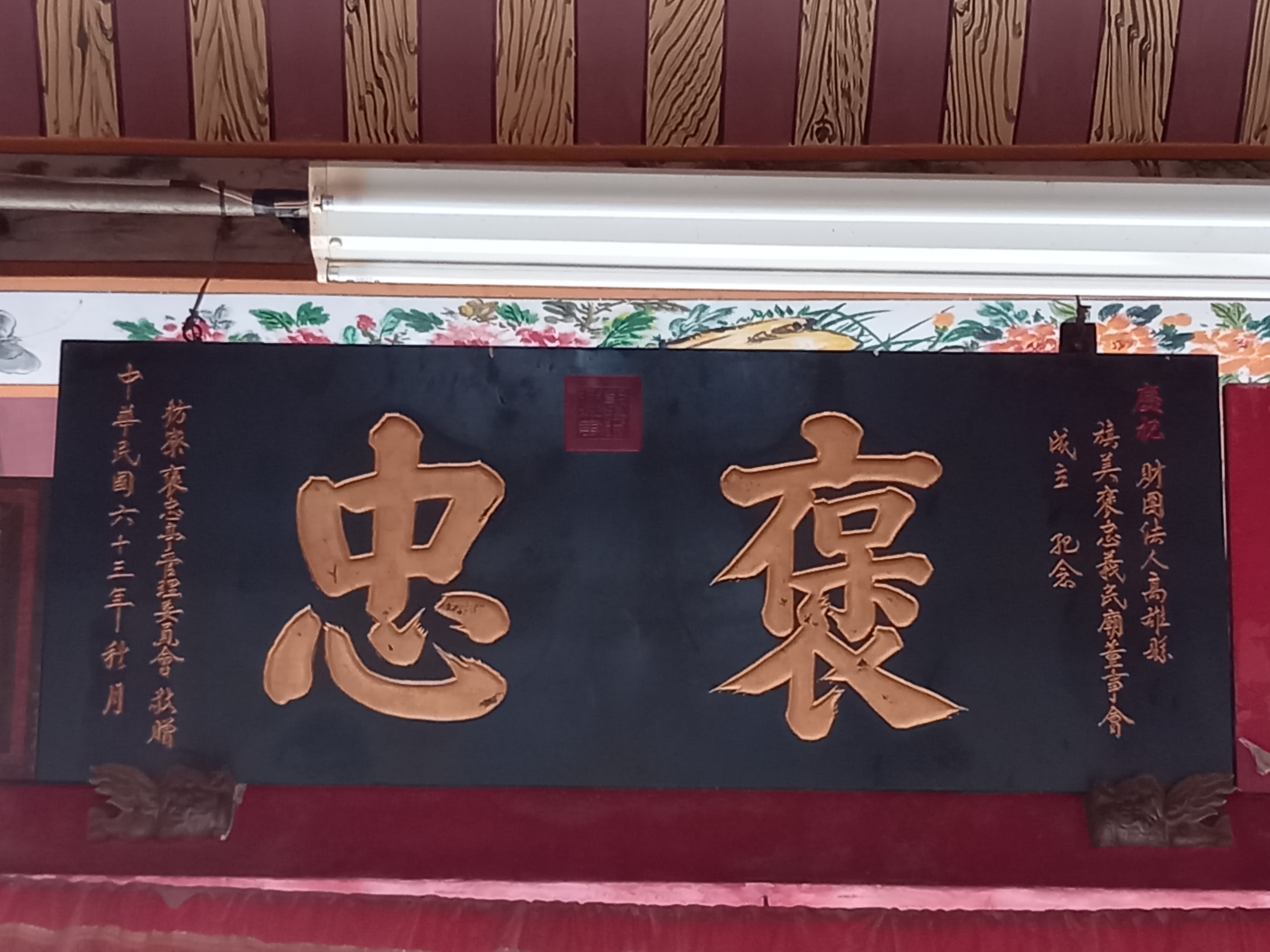
旗美褒忠義民廟的褒忠匾，由祖廟新埔枋寮義民廟敬贈

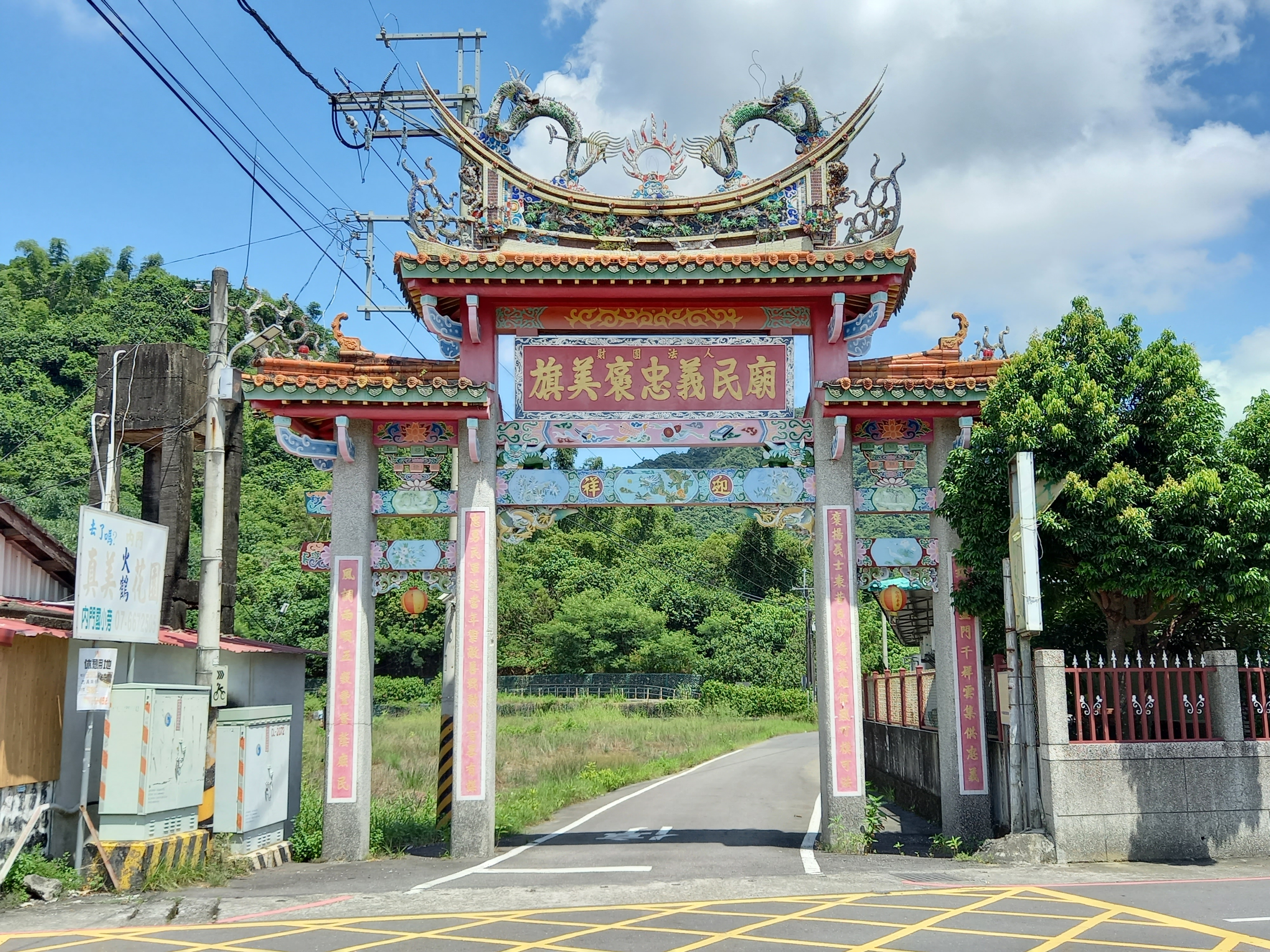
旗美褒忠義民廟山門

旗美褒忠義民廟（客語白話字：Kiˇ miˇ pô-chûng ngi-mìn-meu），是位於臺灣高雄市旗山區東平里的義民廟，為新埔褒忠亭義民廟之分廟。

## 歷史沿革
旗美褒忠義民廟是旗山區三大廟宇之一，更是旗山美濃地區客家族群信仰中心，草創於臺灣光復時期，由張阿財自新竹新埔褒忠義民廟，俸請義民爺香旗南下，安座於美濃崙仔頂；設壇之初美濃鎮一帶瘟疫流行，居民常遭災疾，仍由信士劉阿昌、黃義聖、劉清文、張阿財等四人代為祈求義民爺英靈庇佑虔誠參拜下，神恩靈感厄數既除，合境平安。四信士乃決輪值爐主，每逢中元節舉辦祭典，香火鼎盛信徒日增。

## 祀神
旗美褒忠義民廟正殿主祀義民爺，陪祀三恩主公（關聖帝君、孚佑帝君、司命帝君）、觀音菩薩、天上聖母、三官大帝、中壇元帥、玄天上帝、福德正神和註生娘娘。兩側廂房分別為觀音宮和功德堂，觀音宮主祀天上聖母與觀音菩薩，功德堂主祀先賢長生祿位與地藏王菩薩，在廟的正後方供奉土地龍神。